# لمور موشی میترمایر
 لمور موشی میترمایر (نام علمی: Microcebus mittermeieri) نام یک گونه از سرده لمورهای موشی است.